# Digital Transmission Licensing Administrator
 (avril 2020).
Le Digital Transmission Licensing Administrator (DTLA) est une association de droit américain fondée par Intel, Hitachi, Panasonic, Sony et Toshiba dans le but de promouvoir et distribuer les licences relatives aux technologies de protection DTCP, un système de DRM.
Ces technologies sont notamment utilisées pour le format Blu-ray Disc, les consoles de jeu (notamment la PS3 de Sony) et les lecteurs/diffuseurs multimédia grand-public dans le but de protéger la transmission du signal de l'appareil émetteur à l'écran autorisé. L'objectif de ce système est d'ainsi éviter l'insertion dans le circuit de diffusion d'un appareil non autorisé (tel un appareil de capture) qui risquerait de permettre la récupération des données protégées.